# Okigwe
Okigwe is een stad en een Local Government Area (LGA) in Nigeria in de staat Imo. De LGA had in 2006 132.701 inwoners en in 2016 naar schatting 182.700 inwoners.
De stad ligt aan de autoweg A3.

## Religie
De stad is de zetel van een rooms-katholiek bisdom.